# Caenobrachymeria polybiaeraptor
Caenobrachymeria polybiaeraptor is een vliesvleugelig insect uit de familie bronswespen (Chalcididae). De wetenschappelijke naam is voor het eerst geldig gepubliceerd in 1974 door Steffan.